# Claurouxia
Claurouxia is een monotypisch geslacht van korstmossen dat behoort tot orde Lecanoraceae. Het bevat alleen de soort Claurouxia chalybeioides.